# Mixco
Mixco je obec (španělsky municipio) nacházející se ve centrální části Guatemaly, v těsné blízkosti hlavního města Ciudad de Guatemala. Administrativně spadá do departementu Guatemala. Mixco je propojeno se Ciudad de Guatemala souvislou zástavbou. Společně s okolními obcemi je součástí metropolitní oblasti, jejímž přirozeným centrem je Ciudad de Guatemala.
Podle odhadů guatemalského statistického úřadu čítalo v roce 2012 Mixco 482 705 obyvatel.